# Атенс (Алабама)
Атенс (енгл. Athens) град је у америчкој савезној држави Алабама. По попису становништва из 2010. у њему је живело 21.897 становника.

## Демографија
Према попису становништва из 2010. у граду је живело 21.897 становника, што је 2.930 (15,4%) становника више него 2000. године.
| Група             | 2000.          | 2010.          |
| Белци             | 14.245 (75,1%) | 15.498 (70,8%) |
| Афроамериканци    | 3.464 (18,3%)  | 3.841 (17,5%)  |
| Азијати           | 134 (0,7%)     | 200 (0,9%)     |
| Хиспаноамериканци | 922 (4,9%)     | 1.932 (8,8%)   |
| Укупно            | 18.967         | 21.897         |